# Tubularia regalis
Tubularia regalis är en nässeldjursart som beskrevs av Boeck 1860. Tubularia regalis ingår i släktet Tubularia och familjen Tubulariidae. Arten är reproducerande i Sverige. Inga underarter finns listade i Catalogue of Life.